# Zootècnia
La zootècnia és l'estudi de les tècniques de cria i adaptació d'animals domèstics a un medi ambient. El terme deriva del grec ζώο, ‘ser viu' o ‘animal', i τεχνή, ‘art' o ‘ofici'. En la major part dels casos el medi és la captivitat, però l'objecte de la zootècnia pot ser també la readaptació d'un animal al seu medi natural. La zootecnia te però com principal objectiu respondre a les necessitats alimentàries de la població mundial en constant creixement i vetllant pel benestar animal i per la qualitat i seguretat dels productes derivats que consumim.

## Descripció
La zootècnia està basada en el coneixement precís de l'anatomia, la fisiologia i la patologia dels animals domèstics, l’economia rural, i estudia la cria dels animals domèstics i els productes que hom n'obté, com ara carn, llet, llana, ous, mel, etc, per tal d’investigar i de donar a conèixer les condicions més adequades per a optimitzar el desenvolupament dels animals i l’obtenció dels subproductes derivats.
No totes les espècies reaccionen igual quan es veuen exposades a un mateix medi. Per a atendre millor les necessitats d'una espècie determinada i afavorir la seua adaptació al nou medi, el zootècnic ha d'obtenir la quantitat més gran possible d'informació sobre la seua biologia:
- Races animals adaptades al medi natural local.[4]
- Caràcters hereditaris i millora genètica dels ramats.[5][6]
- Sistemes de reproducció i selecció.[7]
- Processos fisiològics del bestiar: sistema nerviós, hormonal, posta d'ous, lactació,[8] creixement,[9] sistema digestiu.
- Nutrició i necessitats nutritives de remugants i monogàstrics.[10][11]
- Conducció dels diferents tipus d'explotació ramadera i les seves instal·lacions.[12]
- Programes de sanitat i prevenció de malalties.[13]
- Categorització i classificació de la carn, llet, ous i altres productes derivats.[14]

## Ramaderia al segle XX
La zootècnia estudia la cria d'animals per determinats usos humans: carn, llet, ous, llana, i per la seva utilització com eina de treball i transport. Els animals de granja: cavalls de tir, mules, bous, búfals d'aigua, camells, llames, alpaques, rucs, s'han utilitzat durant segles per ajudar a conrear camps, lluitar davant perills provocats per altres animals salvatges, i transportar els productes de la granja als consumidors.
Els sistemes de producció ramadera es poden definir en funció de la font d'alimentació, com a basats en pastures, mixtes i en estabulació. A partir del 2010, el 30% de la terra disponible del nostre planeta s'utilitzava per a la producció de bestiar, i el sector donava feina a aproximadament 1.300 milions de persones. Entre els anys seixanta i els anys 2000 es va produir un augment significatiu de la producció ramadera, tant en nombre com pel pes de la canal (indústria càrnia) dels animals, especialment entre la carn de boví, el porc i el pollastre. Aquests darrers havien augmentat gairebé per 10 la producció. El bestiar boví de llet i l'aviram productor d'ous, també van mostrar augments importants en la seva productivitat. S'espera que les poblacions mundials de bestiar boví, oví i caprí continuï augmentant considerablement fins al 2050. L'aqüicultura o la piscicultura, com a producció de peix per al consum humà en espais confinats, és un dels sectors de producció d'aliments de més ràpid creixement, amb un increment mitjà del 9% anual entre 1975 i 2007.
Durant la segona meitat del segle xx, els productors que utilitzaven la cria selectiva es van centrar en la creació de races ramaderes i encreuaments que augmentaven la producció, sense tenir en compte la necessitat de preservar la diversitat genètica. Aquesta tendència ha provocat una disminució significativa de la biodiversitat de races ramaderes a escala mundial, amb la consegüent disminució a la resistència a malalties i les adaptacions locals al medi que històricament es podien trobar en les races autòctones tradicionals.
La producció ramadera extensiva basada en pastures depèn de les herbes i matolls que alimenten les espècies remugants. També es pot utilitzar farratge i pinso com a nutrients externs, però els fems es retornen directament a les praderies com a font principal de nutrients i alimentant el cicle del carboni a la natura. Aquest sistema és especialment important a les zones climàtiques on no es factible la producció de cultius farratgers, i que representa entre 30 i 40 milions de pastors. Els sistemes de producció mixta utilitzen pastures, cultius farratgers i cultius de gra com a alimentació per al bestiar remugant i monogàstric (un estómac) principalment pollastres i porcs. Les femtes es reciclen normalment en sistemes mixtes com a fertilitzant orgànic per als cultius.
Els sistemes intensius desvinculats de la producció agrícola i ramadera són els que es troben més freqüentment als països membres de l'OCDE. La reutilització de les femtes produïdes per aquest bestiar ha esdevingut un repte i també en una font de contaminació. Els països industrialitzats utilitzen aquestes operacions per produir gran part dels subministraments mundials d'aviram i carn de porc. Els científics calculen que el 75% del creixement de la producció ramadera entre el 2003 i el 2030 es produirà en operacions d'alimentació de bestiar confinat en explotacions de ramaderia industrial. Gran part d'aquest creixement s'està produint als països en desenvolupament d'Àsia i en grau més baix a l'Àfrica. Algunes de les pràctiques més controvertides en producció ramadera comercial, inclouen l'ús d'hormones de creixement, anabolitzants i antibiòtics.